# Colquiriïta
La colquiriïta és un mineral de la classe dels halurs. Rep el seu nom de la localitat on va ser descoberta, a Colquiri (La Paz, Bolívia).

## Característiques
La colquiriïta és un halur de fórmula química CaLi[AlF₆]. Cristal·litza en el sistema trigonal, en forma de grans anèdrics d'aproximadament 1 centímetre.
Segons la classificació de Nickel-Strunz, la colquiriïta pertany a «03.CB - Halurs complexos, nesoaluminofluorurs» juntament amb els següents minerals: criolitionita, criolita, elpasolita, simmonsita, weberita, karasugita, usovita, pachnolita, thomsenolita, carlhintzeïta i yaroslavita.

## Formació i jaciments
Es troba en filons hidrotermals que contenen estany. Sol trobar-se associada a altres minerals com: ralstonita, gearksutita, esfalerita, madocita i pirita. Va ser descoberta l'any 1980 a la mina Colquiri, a la localitat del mateix nom, a la província d'Inquisivi (La Paz, Bolívia). També ha estat descrita a les pegmatites de Serra Branca (Paraíba, Brasil) i als dipòsits d'estany i tungstè d'Alyaskitovoye (Sakhà, Rússia).